# Phanom Thuan (huyện)
Phanom Thuan (tiếng Thái: พนมทวน) là một huyện (‘‘amphoe’’) ở phía đông tỉnh Kanchanaburi, miền trung Thái Lan.

## Lịch sử
Khu vực Phanom Thuan có khu khảo cổ Ban Don Ta Phet với nhiều hiện vật được tìm thấy ở một nghĩa trang thế kỷ 4 chứng minh mối quan hệ mậu dịch với Ấn Độ, Việt Nam và Philipin.
Tại khu khảo cổ Don Chedi, khoa mỹ thuật đã khai quật năm 1982 và tìm thấy nhiều bộ xương người, xương voi và các thanh kiếm. Khu vực này có lẽ đã là chiến trường của trận đánh giữa vua Naresuan chống lại thái tử Miến Điện.
Huyện Phanom Thuan là một trong ba huyện của tỉnh Kanchanaburi. Huyện này ban đầu có tên gọi là huyện Nuea do diện tích chiếm phần lớn phía bắc của tỉnh này. Khi vua Rama III bố trí lại trung tâm Kanchanaburi và điều chỉnh lại phạm vi, huyện Nuea đã được đổi tên thành Ban Thuan, nằm trên các khu vực núi non và sông chảy về hướng bắc.  Năm 1939, huyện được đổi tên thành Phanom Thuan.

## Địa lý
Các huyện giáp ranh (từ phía nam theo chiều kim đồng hồ) là Tha Maka, Tha Muang, Bo Phloi, Huai Krachao của tỉnh Kanchanaburi, U Thong và Song Phi Nong của tỉnh Suphanburi.

## Hành chính
Huyện này được chia thành 8 phó huyện (tambon), các đơn vị này lại được chia thành 103 làng (muban). Phanom Thuan và Rang Wai là các thị trấn (thesaban tambon), cả hai đều nằm trên một số khu vực của tambon cùng tên. Ngoài ra có 8 tổ chức hành chính tambon (TAO).
| Số TT | Tên          | Tên tiếng Thái | Số làng | Dân số |  |
| ----- | ------------ | -------------- | ------- | ------ |  |
| 1.    | Phanom Thuan | พนมทวน         | 9       | 7.764  |  |
| 2.    | Nong Rong    | หนองโรง        | 17      | 6.435  |  |
| 3.    | Thung Samo   | ทุ่งสมอ          | 4       | 3.125  |  |
| 4.    | Don Chedi    | ดอนเจดีย์        | 8       | 4.786  |  |
| 5.    | Phang Tru    | พังตรุ           | 20      | 9.237  |  |
| 6.    | Rang Wai     | รางหวาย        | 23      | 11.233 |  |
| 11.   | Nong Sarai   | หนองสาหร่าย     | 9       | 3.472  |  |
| 12.   | Don Ta Phet  | ดอนตาเพชร      | 13      | 5.844  |  |